# دينا كابلان
دينا كابلان (بالإنجليزية: Dena Kaplan)‏ هي مغنية وممثلة أسترالية، ولدت في 20 يناير 1989 في جوهانسبرغ في جنوب أفريقيا.

## وصلات خارجية
- دينا كابلان على موقع IMDb (الإنجليزية)
- دينا كابلان على موقع ألو سيني (الفرنسية)
- دينا كابلان على موقع أول موفي (الإنجليزية)
- دينا كابلان على موقع قاعدة بيانات الفيلم (الإنجليزية)
- دينا كابلان على موقع كينوبويسك (الروسية)